# Wohnanlage Amthorstraße

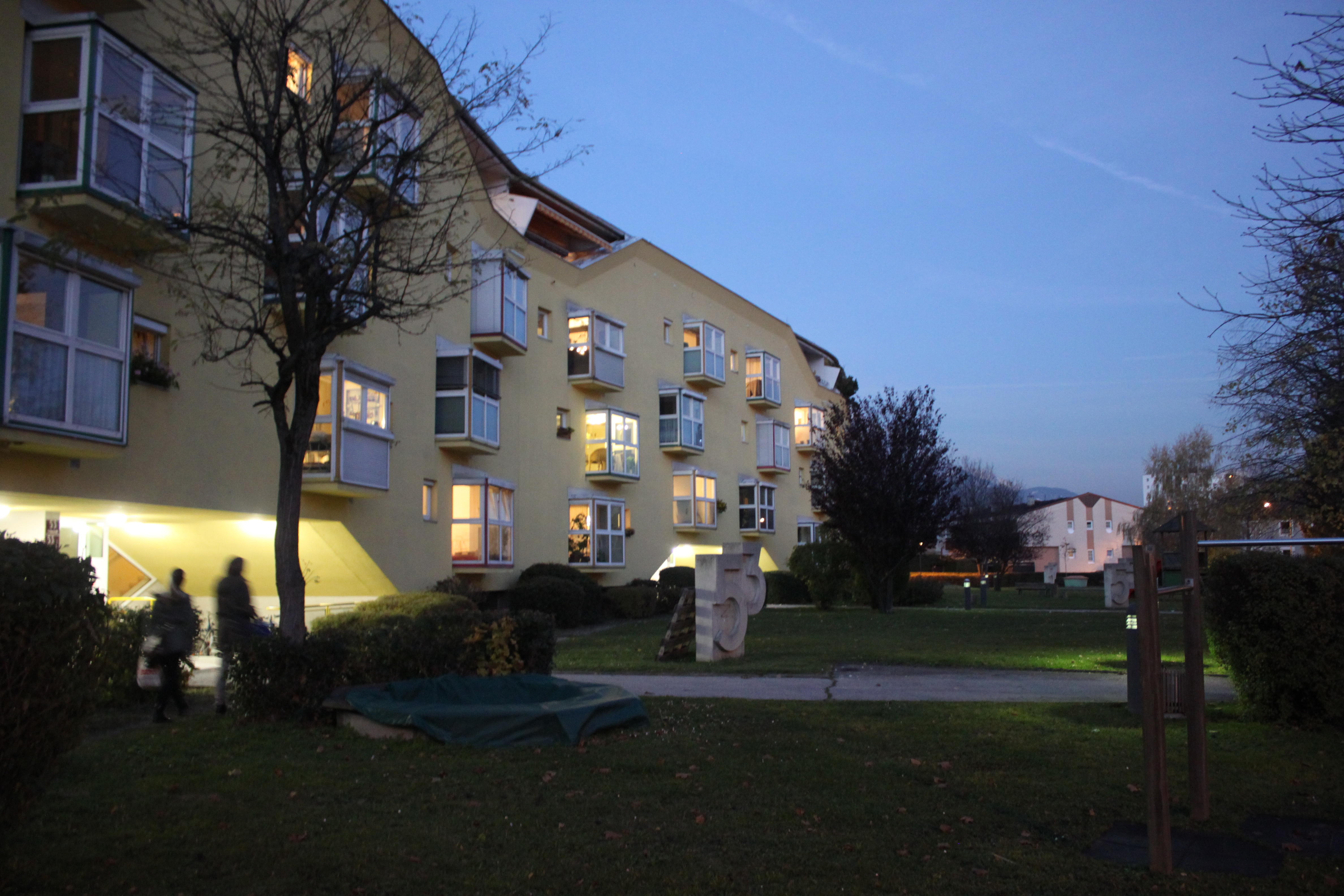
Wohnanlage Amthorstraße

Die Wohnanlage in der Amthorstraße in Innsbruck wurde vom Architekten Josef Lackner entworfen und in den 1990er Jahren errichtet.

## Architektur
Die Wohnanlage liegt an der Amthorstraße, einer Wohngegend in Pradl im Osten Innsbrucks. Der Bau bettet sich durch seine durch Knicke und Wellen geformte Baumasse in die Landschaft ein. Auffällig sind vor allem die kleinen, quadratischen Erker, die zu jeder Wohnung gehören und auf traditionelle Erkerhäuser anspielen. Auf den ersten Blick scheint es, als wären die Erker willkürlich auf die Fassade gesetzt, betritt man jedoch das Innere wird ersichtlich, dass die Anordnung auf die Stiegenläufe, die immer um die Hälfte zueinander versetzt sind, zurückzuführen sind. Die Erker stellen außerdem die größte Lichtquelle dar, neben ihnen gibt es lediglich vereinzelt kleine Fenster. Die Wohnungen sind nach Norden oder Süden orientiert.
Während es südseitig Grünflächen gibt, die von allen genutzt werden können und durch die das Gebäude auch erschlossen ist, gibt es nordseitig kleine Gärten mit Beeten für die einzelnen Bewohner. Ebenso befinden sich im Norden die Parkplätze, die vom Wohnhaus überragt werden.
An den vier Eingängen im Süden wirkt es durch Sprünge in der Fassade, als sei der Bau angehoben worden, was wiederum die Wellenbewegung unterstreicht. Selbiges bewirkt die auffällige Dachausbildung, die mit den Eingangssituationen korrespondiert.
Der Bau besticht vor allem durch seine farbliche Gestaltung, die typisch für den Architekten Lackner ist. Die Fassade ist ganz in gelb gehalten, einzelne Farbtupfer betonen die kleinen Erker.

## Philosophie
Das Ziel war die Schaffung eines einfachen Wohnbaus für leistbares Wohnen, der den ständig steigenden Wohnkosten entgegenwirken sollte. Deshalb gibt es im gesamten Gebäude weder Lifte, Keller, noch eine Tiefgarage.  Um den Energieverbrauch mithilfe der Erker zu senken, können sich die Bewohner im Winter räumlich verkleinern und im Sommer ausbreiten. Für Lackner stand der Bau als Gesamtkunstwerk im Mittelpunkt, der den Bewohnern Freude machen soll und in dem man sich wohlfühlt. Besonders wichtig war ihm also, dass der Lebensstandard trotz der Einsparung an Baukosten nicht sinkt. Heute wird die innovative Wohnanlage von der Neuen Heimat Innsbruck, einem westösterreichischen Wohnungsunternehmen, verwaltet.